# Öppen/Sluten
Öppen/Sluten är en bok av Johan Norberg, som publicerades av Volante Förlag i september 2020. Ursprungligen skrevs den på engelska för hans brittiska förlag Atlantic Books, och hette då Open: The Story of Human Progress. Den har översatts till svenska av Ulrika Junker Miranda. 
I december 2020 utnämnde The Economist boken till en av tidskriftens "Books of the year".
Det är en historisk odyssé som tar sin utgångspunkt i människans dubbelnatur, som både gör oss öppna för samarbete och utbyte med främlingar och samtidigt i tider av kris och oro vara snara att urskilja "vi och de" och skapa konflikter, handelskrig och verkliga krig. Utifrån detta diskuterar Norberg många civilisationers uppgång och fall, från Mesopotamien, romarriket och Songkina till dagens relationer mellan västvärlden och Kina.
På bokens flikar finns omdömen från psykologen Steven Pinker, som kallar boken "klarsynt och elegant", och författaren Matt Ridley, som talar om "Norbergs utmärkta bok". I The Economists stora recension bedömdes boken som "clear, colourful and convincing ... often amusing as well as illuminating". Bibliotekstjänst skrev att "Norberg sveper över stora historiska och geografiska perspektiv, lite i samma tradition som Yuval Noah Harari eller Malcolm Gladwell. Det är välskrivet, fullt av lärdom och intellektuellt stimulerande".